# Jocano
Jocano  (en euskera y oficialmente Jokano) es un concejo del municipio de Cuartango, en la provincia de Álava, España.

## Historia
Hacia mediados del siglo XIX, el lugar, ya por entonces perteneciente a Cuartango, tenía contabilizada una población de 120 habitantes. Aparece descrito en el noveno volumen del Diccionario geográfico-estadístico-histórico de España y sus posesiones de Ultramar de Pascual Madoz con las siguientes palabras:

JOCANO: l. del ayunt. de Cuartango en la prov. de Alava (á Vitoria 4 leg.), part. jud. de Añana (3), aud. terr. de Burgos (20), c. g. de las Provincias Vascongadas, dióc. de Calahorra (20): sit. en llano, al pie de una elevada colina; clima frio; le combaten los vientos N. y S. y se padecen fiebres catarrales. Tiene 21 casas, escuela de primera educacion para ambos sexos, frecuentada por 20 niños y 10 niñas, y dotada con 380 rs., igl. parr. (San Martin) servida por 2 beneficiados, uno de los cuales con título de cura; una ermita (San Antonio); para el surtido del vecindario hay una fuente de aguas comunes y saludables. El térm. confina N. Sendadiano; E. Zuazo; S. Arcamo, sierra, y O. Villamanca; comprendiendo en su circunferencia parte de la precitada sierra, poblada de pinos. El terreno es de buena calidad; le atraviesa el r. Badillo, que pasado este pueblo desagua en el Bayas. caminos: los locales, en regular estado. La correspondencia se recibe en Orduña, por los mismos interesados. prod.: trigo, cebada, avena y legumbres: cria de ganado vacuno, lanar y cabrío; caza de zorros, liebres y perdices. ind.: ademas de la agricultura y ganadería, hay un molino harinero; varios hab. se dedican á aserrar madera que conducen en tablas á Vitoria. pobl.: 18 vec., 120 alm. riqueza y contr.: con su ayunt. (V.)
(Madoz, 1847, p. 637)

En 2022, tenía empadronados 32 habitantes.

## Demografía
| Gráfica de evolución demográfica de Jocano entre 2000 y 2017 |
|                                                              |
| Población de derecho según los censos de población del INE.  |

## Patrimonio
Hubo en el concejo una iglesia de San Martín.